# Marija Konowałowa
Marija Iwanowa Konowałowa (ros. Мария Ивановна Коновалова; ur. 14 sierpnia 1974) – rosyjska lekkoatletka, specjalizująca się w biegach na długich dystansach.
W 2015 została zdyskwalifikowana na dwa lata za stosowanie niedozwolonego dopingu (do 26 października 2017). Anulowano także wszystkie jej rezultaty osiągnięte od sierpnia 2009 roku.

## Osiągnięcia
- 6. miejsce na mistrzostwach świata (bieg na 5000 m, Göteborg 1995), 4 lata później Konowałowa była 7. na tym dystansie
- dwa medale podczas mistrzostw Europy w biegach przełajowych:
  - Tilburg 2005 – złoto w drużynie
  - San Giorgio su Legnano 2006 – srebro indywidualnie
- 5. lokata w igrzyskach olimpijskich (bieg na 10 000 m, Pekin 2008)
- reprezentantka Rosji w zawodach Superligi Pucharu Europy, w 1998 oraz 1999 kobieca reprezentacja Rosji z Konowałową w składzie wygrywała te zawody
- wielokrotna mistrzyni kraju[2][3][4]

## Rekordy życiowe
- bieg na 1500 metrów – 4:05,10 (1998)
- bieg na 3000 metrów – 8:30,18 (1999)
- bieg na 5000 metrów – 14:38,09 (2008)
- bieg na 10 000 metrów – 30:32,53 (2009)
- półmaraton – 1:09:56 (2012)
- maraton – 2:22:46 (2013)
- bieg na 1500 metrów (hala) – 4:08,98 (2001)
- bieg na 2000 metrów (hala) – 5:38,98 (2010) rekord Rosji
- bieg na 3000 metrów (hala) – 8:49,52 (2008)